# Cadillac Ciel
Cadillac Ciel — гибридный концепт-кар, созданный компанией Cadillac и представленный в 2011 году на выставке Pebble Beach Concours d'Elegance. Автомобиль оснащён 3,6-литровым двигателем V6 с двойным турбонаддувом мощностью 317 кВт (425 л. с.) и гибридной системой с использованием литий-ионных аккумуляторов.
Ciel — четырёхместный кабриолет с колёсной базой 3200 мм. Он был разработан в Центре дизайна GM Design в Северном Голливуде.

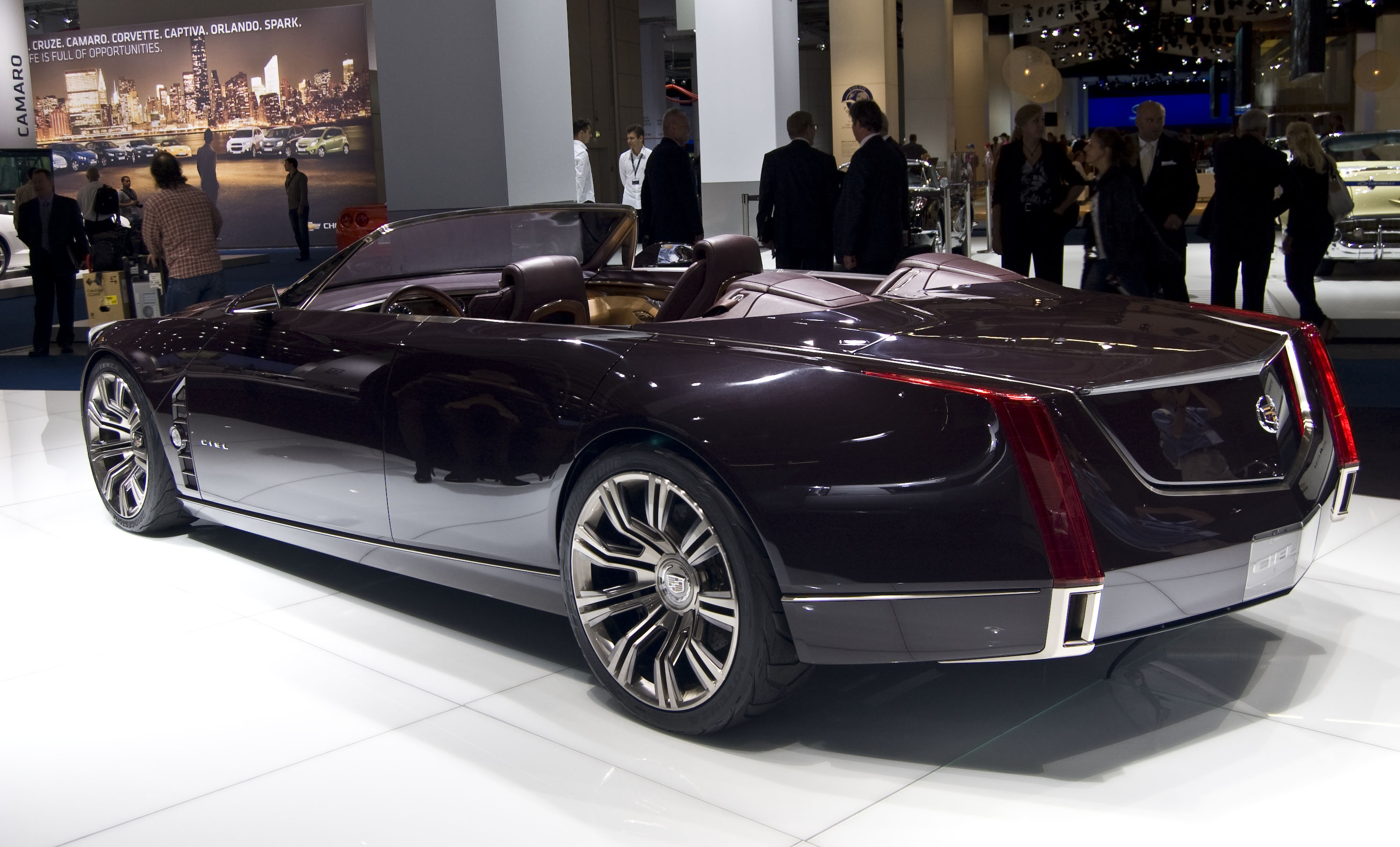
Вид сзади

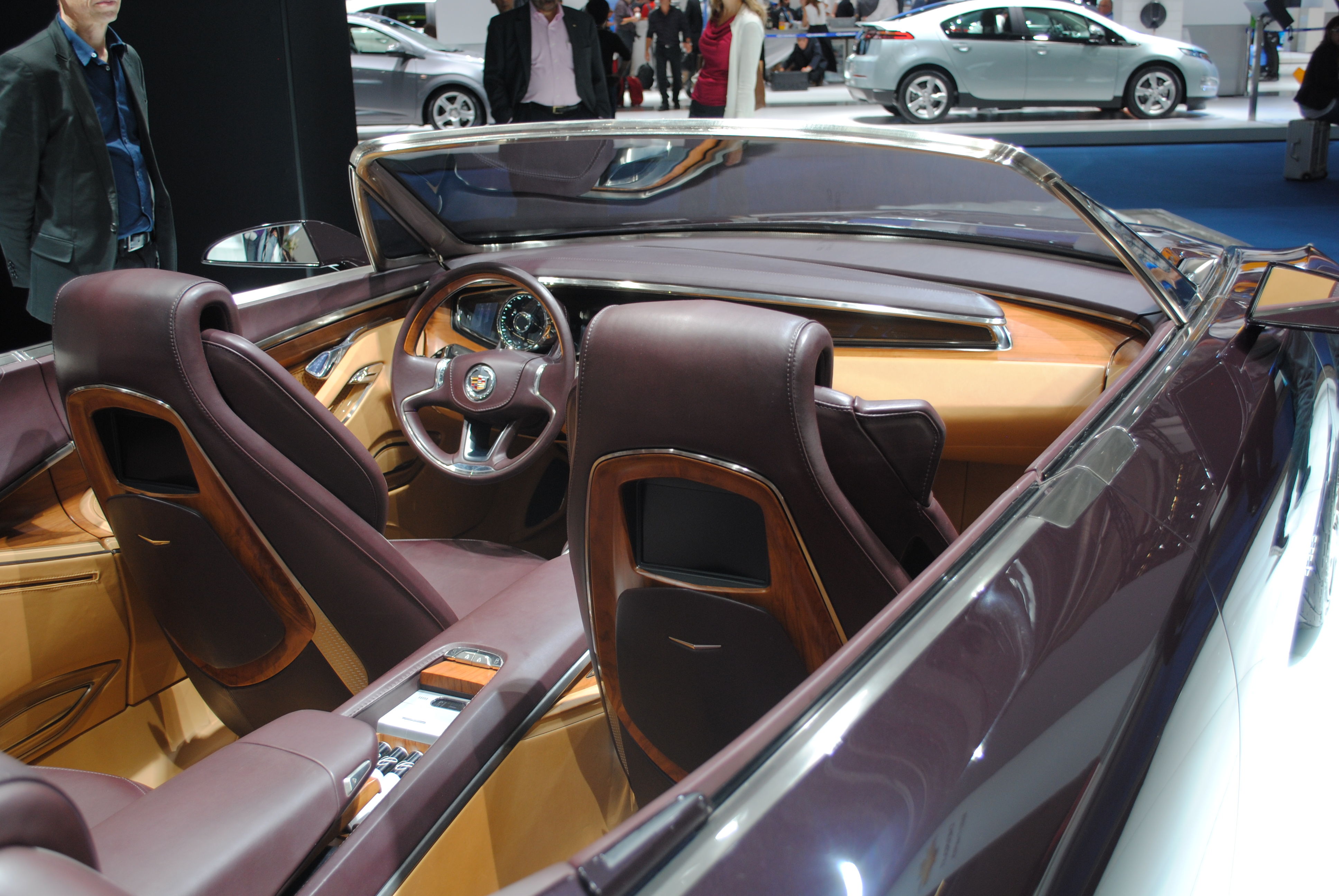
Интерьер

Cadillac Ciel поставлялся с задними заднепетельными дверьми. В салоне находится деревянная оптитронная приборная панель. Слово «Ciel» в переводе с французского означает «небо» — именно это дизайнеры имели в виду при создании автомобиля.
В 2012—начале 2013 года Cadillac рассматривал возможность разработки серийного автомобиля на базе Ciel. Однако в июле 2013 года от этого отказались.
В 2013 году на выставке Pebble Beach Concours d'Elegance Cadillac представил модель Elmiraj, которая по дизайну похожа на Ciel, за исключением того, что это купе. Оба автомобиля были спроектированы Ники Смартом.
В 2015 году Cadillac Ciel был показан в фильме «Антураж» (англ. Entourage) в качестве подарка от агента по талантам Ари Голда главному герою Винсенту Чейзу за успех его режиссёрского дебюта в вымышленном фильме «Хайд» (англ. Hyde).